# Rock 'n' Roll (álbum de John Lennon)
Rock n' Roll é o sexto álbum de estúdio do cantor e compositor britânico John Lennon, gravado em 1975, que contém versões cover de canções de rock and roll do final da década de 1950 e início da década de 1960, músicas das quais ele era fã quando adolescente.

## Faixas
Lado A
1. "Be-Bop-A-Lula" (Tex Davis, Gene Vincent) – 2:39
2. "Stand By Me" (Jerry Leiber, Mike Stoller, Ben E. King) – 3:26
3. Medley: "Rip It Up"/"Ready Teddy" (Robert 'Bumps' Blackwell, John Marascalco) – 1:33
4. "You Can't Catch Me" (Chuck Berry) – 4:51
5. "Ain't That a Shame" (Fats Domino, Dave Bartholomew) – 2:38
6. "Do You Wanna Dance?" (Bobby Freeman) – 3:15
7. "Sweet Little Sixteen" (Chuck Berry) – 3:01

Lado B
1. "Slippin' and Slidin'" (Eddie Bocage, Albert Collins, Richard Wayne Penniman, James H. Smith) – 2:16
2. "Peggy Sue" (Jerry Allison, Norman Petty, Buddy Holly) – 2:06
3. Medley: "Bring It On Home to Me"/"Send Me Some Lovin'" (Sam Cooke)/(John Marascalco, Lloyd Price) – 3:41
4. "Bony Moronie" (Larry Williams) – 3:47
5. "Ya Ya" (Lee Dorsey, Clarence Lewis, Morgan Robinson) – 2:17
6. "Just Because" (Lloyd Price) – 4:25